# Американски късометражни филми от 1895 година
Много преди създаването на Холивуд в Америка са се произвеждали филми. В своите лаборатории в Ню Джърси, Томас Едисън основава първото филмово студио в света, „Блек Мария“. Там през 1895 година пионерите на американското кино Уилям Кенеди Диксън, Уилям Хейс и Алфред Кларк заснемат множество късометражни филми, в опит да усъвършенстват снимачната си техника. Тази статия е кратка ретроспекция на тези филми.

## Заглавия

### „Братята Гей“
„Братята Гей“ (на английски: The Gay Brothers) е късометражен ням филм от 1895 година на режисьора Уилям Кенеди Диксън, заснет в лабораториите на Томас Едисън в Ню Джърси.

### „Йънг Грифо срещу побойника Чарлз Барнет“
„Йънг Грифо срещу побойника Чарлз Барнет“ (на английски: Young Griffo v. Battling Charles Barnett) е късометражен спортен ням филм на режисьора Отуей Лейтъм с участието на боксьорите Йънг Грифо и Чарлз Барнет. Филмът е заснет на 20 май 1895 година в Медисън Скуеър Гардън, Ню Йорк и е с продължителност от 4 минути. Това е първият в историята заснет боксов двубой, който не е бил организиран специално за тази цел. Кадри от филма не са достигнали до наши дни и той се смята за изгубен.

### „Машина за кренвирши“
„Машина за кренвирши“ (на английски: The Sausage Machine) е късометражен ням филм от 1895 година на неизвестен режисьор. Той е като преработка на Механичната касапница на Луи Люмиер. Филмът показва как една машина превръща кучета в кренвирши.

### „Младият Уеймър“
„Младият Уеймър“ (на английски: Young Weimer) е късометражен ням филм от 1895 година на режисьора Уилям Хейс с участието на Хенри Уеймър, заснет в лабораториите на Томас Едисън в Ню Джърси.

### „Мускулен танц“
„Мускулен танц“ (на английски: Muscle Dance) е късометражен ням филм от 1895 година, заснет от оператора Уилям Хейс в лабораториите на Томас Едисън в Ню Джърси.

### „Новата бръснарница“
„Новата бръснарница“ (на английски: New Barber's Shop) е късометражен ням филм от 1895 година на режисьора Уилям Кенеди Диксън, заснет в лабораториите на Томас Едисън в Ню Джърси. Кадри от филма не са достигнали до наши дни и той се смята за изгубен.

### „Новата ковачница“
„Новата ковачница“ (на английски: New Blacksmith Shop) е късометражен филм от 1895 година, заснет от режисьора Уилям Кенеди Диксън в лабораториите на Томас Едисън в Ню Джърси. Кадри от филма не са достигнали до наши дни и той се смята за изгубен.

### „Новият бар“
„Новият бар“ (на английски: New Bar Room) е късометражен ням филм от 1895 година на режисьора Уилям Кенеди Диксън, заснет в лабораториите на Томас Едисън в Ню Джърси. Кадри от филма не са достигнали до наши дни и той се смята за изгубен.

#### Сюжет
Филмът показва салон на бар с всичките му аксесоари. Барманът обслужва един полицай, седящ встрани от вратата, сервирайки му халба с бира. Двама мъже пушат цигари и тихо играят някаква игра. Спокойствието е нарушено от група хора, които шумно нахлуват в бара. Полицаят взима нещата в свои ръце и прогонва тълпата обратно навън.

### „Професор Атила“
„Професор Атила“ (на английски: Professor Attilla) е късометражен ням филм от 1895 година на режисьора Уилям Хейс с участието на Луис Атила, заснет в лабораториите на Томас Едисън в Ню Джърси.

### "Риксфордови, № 1"
"Риксфордови, № 1" (на английски: The Rixfords, No. 1) е късометражен документален ням филм на продуцента и режисьор Уилям Кенеди Диксън с участието на Джон Л. Риксфорд, който изпълнява акробатични номера пред камерата. Филмът е заснет в лабораториите на Томас Едисън в Ню Джърси и премиерата му се състои през месец май на 1895 година. Кадри от него не са достигнали до наши дни и той се смята за изгубен.

### "Риксфордови, № 2"
"Риксфордови, № 2" (на английски: The Rixfords, No. 2) е късометражен документален ням филм на продуцента и режисьор Уилям Кенеди Диксън с участието на Джон Л. Риксфорд, заснет в лабораториите на Томас Едисън в Ню Джърси и премиерата му се състои през месец май на 1895 година. Той е като продължение на „Риксфордови, № 1“. Филмът показва двама мъже, които балансират един върху друг, прилепили главите си и остават в тази поза известно време. Кадри от него не са достигнали до наши дни и той се смята за изгубен.

### „Роб Рой“
„Роб Рой“ (на английски: Rob Roy) е късометражен ням филм от 1895 година на режисьора и продуцент Уилям Кенеди Диксън с участието на Ричард Ф. Керъл, заснет в лабораториите на Томас Едисън в Ню Джърси.

### "Робета и Дорето, № 1"
"Робета и Дорето, № 1"  (на английски: Robetta and Doretto, No. 1) е късометражна няма комедия от 1895 година на режисьора и продуцент Уилям Кенеди Диксън с участието на Фил Дорето и Робета, заснет в лабораториите на Томас Едисън в Ню Джърси. Филмът показва комедийна сцена, развиваща се в китайска опиумна пушилня. Кадри от него не са достигнали до наши дни и той се смята за изгубен. Негово продължение е филма Сцена в китайската пералня.

### "Робета и Дорето, № 3"
"Робета и Дорето, № 3" (на английски: Robetta and Doretto, No. 3) е късометражна няма комедия от 1895 година на режисьора и продуцент Уилям Кенеди Диксън с участието на Фил Дорето и Робета, заснет в лабораториите на Томас Едисън в Ню Джърси. Той е като продължение на филмите „Робета и Дорето, № 1“ и Сцена в китайската пералня.

### „Спасяването на капитан Джон Смит от Покахонтас“
„Спасяването на капитан Джон Смит от Покахонтас“ (на английски: Rescue of Capt. John Smith by Pocahontas) е късометражна няма драма от 1895 година, заснет от режисьора Алфред Кларк в лабораториите на Томас Едисън в Ню Джърси. Кадри от филма не са достигнали до наши дни и той се смята за изгубен.

### „Сребърен танц“
„Сребърен танц“ (на английски: Silver Dance) е късометражен документален ням филм от 1895 година на режисьора Уилям Хейс, заснет в лабораториите на Томас Едисън в Ню Джърси. Филмът показва традиционен танц, изпълнен от жители на Цейлон. Танцът е много интересен поради факта, че е коренно различен от западните представи за хармония в движенията. Кадри от филма не са достигнали до наши дни и той се смята за изгубен.

### „Сцена в операта“
„Сцена в операта“ (на английски: Opera Scene) е късометражен ням филм от 1895 година на режисьора Уилям Кенеди Диксън, заснет в лабораториите на Томас Едисън в Ню Джърси.

### „Сцена с хипнотизирането на Трилби“
„Сцена с хипнотизирането на Трилби“ (на английски: Trilby Hypnotic Scene) е късометражна няма драма от 1895 година на режисьора Уилям Хейс, заснет в лабораториите на Томас Едисън в Ню Джърси по мотиви от романа „Трилби“ на Жорж Дю Морие.

### „Сцена със смъртта на Трилби“
„Сцена със смъртта на Трилби“ (на английски: Trilby Death Scene) е късометражна няма драма от 1895 година на режисьора Уилям Хейс, заснет в лабораториите на Томас Едисън в Ню Джърси по мотиви от романа „Трилби“ на Жорж Дю Морие.

### „Танц с бухалки“
„Танц с бухалки“ (на английски: Paddle Dance) е късометражен ням филм от 1895 година, заснет от продуцента и режисьор Уилям Хейс в лабораториите на Томас Едисън в Ню Джърси. Кадри от филма не са достигнали до наши дни и той се смята за изгубен.

#### Сюжет
Група коренни жители на Фиджи танцуват пред камерата, държейки в ръцете си бухалки. Един традиционен танц, изпълнен от натурални диваци, облечени или по-скоро полусъблечени в племенни одежди.

### „Танц с къси пръчки“
„Танц с къси пръчки“ (на английски: Short Stick Dance) е късометражен ням филм от 1895 година, заснет от продуцента и оператор Уилям Хейс в лабораториите на Томас Едисън в Ню Джърси. Филмът показва традиционен индийски танц, много натурален и интересен, изпълнен от местни жители, облечени в странни костюми. Кадри от него не са достигнали до наши дни и той се смята за изгубен.

### „Танц с чадър“
„Танц с чадър“ (на английски: Umbrella Dance) е късометражен ням филм от 1895 година на режисьора Алфред Кларк с участието на Една Лий и Стела Лий, заснет в лабораториите на Томас Едисън в Ню Джърси. Филмът показва две усмихнати блондинки, облечени в къси рокли, които танцуват под огромен чадър. Кадри от него не са достигнали до наши дни и той се смята за изгубен.

### „Танцът на Трилби“
„Танцът на Трилби“ (на английски: Trilby Dance) е късометражен ням филм от 1895 година на режисьора Алфред Кларк с участието на Една Лий и Стела Лий, които изпълняват акробатичен танц пред камерата. Филмът е заснет по мотиви от романа „Трилби“ на Жорж Дю Морие в лабораториите на Томас Едисън в Ню Джърси.